# アーサー・ランサム
アーサー・ミッチェル・ランサム（Arthur Michell Ransome、1884年1月18日 - 1967年6月3日）は、イギリスの児童文学作家、ジャーナリスト。
『ツバメ号とアマゾン号』シリーズで知られる。カーネギー賞の第1回受賞者（1937年 Pigeon Post ）。

## 来歴
リーズ市に生まれ、名門パプリックスクールのラグビー校を卒業。動乱期のロシアや中国で記者として活動した。ロシア滞在中にロシア革命が起こり、それを本国に伝えるうちにレーニンやトロツキーとも知り合った。英国政府からは親ボリシェヴィキとみられていたが、秘密情報部に情報提供していた。トロツキーやグリゴリー・ジノヴィエフからはスパイの疑いをかけられていたが、1919年に開催された第三インターナショナル創立大会にも参加している。
かつてオスマン帝国最大の実力者で、没落の果てに中央アジアで最期を遂げたエンヴェル・パシャの死を最初に世界に伝えたのもランサムである。その後、ロシア出身の女性と2度目の結婚をしイギリスに戻るが、そこで『ツバメ号とアマゾン号』などのウォーカー家のモデルとなった一家（Altounyan家）と出会う。1929年、45歳の時に『ツバメ号とアマゾン号』を執筆を始め以降1～2年に1冊のペースで12の作品を書いた。英対外情報部MI6に所属していたことが伝えられている。

## 『ツバメ号とアマゾン号』シリーズ
湖水地方のウィンダミアやコニストンで休暇での舟遊びの経験をもとにした『ツバメ号とアマゾン号』に始まる一連の作品。
海洋用語など、船の操作やその世界の用語、技術情報などが、児童文学の枠を越えるほどに本格的に出てきて、ヨットの好きな人たちには堪らないという部分も人気の1つになっている。
1. 1930年 Swallows and Amazons 舞台：カンブリア湖水地方
  1. 『ツバメ号とアマゾン号』上・下　岩田欣三／神宮輝夫共（訳）、アーサー・ランサム、〔スティーブン・スパリアー〕（挿絵）、岩波書店〈岩波少年文庫 〉1958年
  2. 『ツバメ号とアマゾン号』岩田欣三／神宮輝夫（訳）、アーサー・ランサム、寺島竜一、〔スティーブン・スパリアー〕（挿絵）、岩波書店〈アーサー・ランサム全集 1〉1967年　ISBN 4-00-115031-X
  3. 『ツバメ号とアマゾン号』神宮輝夫／岩田欣三（訳）、アーサー・ランサム、〔寺島竜一、スティーブン・スパリアー〕（挿絵）、岩波書店〈世界児童文学集 29〉1993年　ISBN 4-00-115729-2
  4. 『ツバメ号とアマゾン号』上・下　神宮輝夫（訳）、アーサー・ランサム（作・挿絵）　岩波書店〈岩波少年文庫 170，171〉2010年 ISBN 978-4-00-114170-2 ISBN 978-4-00-114171-9
2. 1931年 Swallowdale 舞台：カンブリア湖水地方
  1. 『ツバメの谷』神宮輝夫（訳）、アーサー・ランサム（挿絵）、岩波書店〈アーサー・ランサム全集 2〉1967年　ISBN 4-00-115032-8
  2. 『ツバメの谷』上・下　神宮輝夫（訳）、アーサー・ランサム（作・挿絵）　岩波書店〈岩波少年文庫 172，173〉2011年 ISBN 978-4-00-114172-6 ISBN 978-4-00-114173-3
3. 1932年 Peter Duck 舞台：英国ローストフト、南部、大西洋、カリブ海
  1. 『ヤマネコ号の冒険』岩田欣三（訳）、アーサー・ランサム（挿絵）、岩波書店〈アーサー・ランサム全集 3〉1968年　ISBN 4-00-115033-6
  2. 『ヤマネコ号の冒険』上、下　神宮輝夫（訳）、アーサー・ランサム（作・挿絵）　岩波書店〈岩波少年文庫 174，175〉2012年 ISBN 978-4-00-114174-0 ISBN 978-4-00-114175-7
4. 1933年 Winter Holiday 舞台：カンブリア湖水地方
  1. 『長い冬休み』神宮輝夫（訳）、アーサー・ランサム（挿絵）、岩波書店〈アーサー・ランサム全集 4〉1967年　ISBN 4-00-115034-4
  2. 『長い冬休み』上・下　神宮輝夫（訳）、アーサー・ランサム（作・挿絵）　岩波書店〈岩波少年文庫 176，177〉2011年 ISBN 978-4-00-114176-4 ISBN 978-4-00-114177-1
5. 1934年 Coot Club 舞台：ノーフォーク湖沼地方
  1. 『オオバンクラブの無法者』岩田欣三（訳）、アーサー・ランサム（挿絵）　岩波書店〈アーサー・ランサム全集 5〉1967年　ISBN 4-00-115035-2
  2. 『オオバンクラブ物語』上、下　神宮輝夫（訳）、アーサー・ランサム（作・挿絵）　岩波書店〈岩波少年文庫 178、179〉　2011年 ISBN 978-4-00-114178-8 ISBN 978-4-00-114179-5
6. 1936年 Pigeon Post 舞台：カンブリア湖水地方
  1. 『山の伝書ばと』白木茂訳（抄訳）　斎藤三郎（挿絵）　講談社〈少年少女世界文学全集 10 英国編 7〉1961年
  2. 『ツバメ号の伝書バト』神宮輝夫（訳）、アーサー・ランサム（挿絵）　岩波書店〈岩波少年少女文学全集 16〉1961年
  3. 『ツバメ号の伝書バト』神宮輝夫（訳）、アーサー・ランサム（挿絵）、岩波書店〈アーサー・ランサム全集 6〉1967年　ISBN 4-00-115036-0
  4. 『ツバメ号の伝書バト』上・下　神宮輝夫（訳）、アーサー・ランサム（作・挿絵）　岩波書店〈岩波少年文庫 180，181〉2012年 ISBN 978-4-00-114180-1 ISBN 978-4-00-114181-8
7. 1937年 We Didn't Mean to Go to Sea 舞台：英国サフォーク州ハリッジ、北海、オランダ
  1. 『海へ出るつもりじゃなかった』神宮輝夫（訳）、アーサー・ランサム（挿絵）、岩波書店〈アーサー・ランサム全集 7〉1967年　ISBN 4-00-115037-9
  2. 『海へ出るつもりじゃなかった』上・下　神宮輝夫（訳）、アーサー・ランサム（作・挿絵）　岩波書店〈岩波少年文庫182，183〉2012年 ISBN 978-4-00-114182-5 ISBN 978-4-00-114183-2
8. 1939年 Secret Water 舞台：英国サフォーク州ハリッジ
  1. 『ひみつの海』神宮輝夫（訳）、アーサー・ランサム（挿絵）、岩波書店〈アーサー・ランサム全集 8〉1967年　ISBN 4-00-115038-7
  2. 『ひみつの海』上、下　神宮輝夫（訳）、アーサー・ランサム（作・挿絵）　岩波書店〈岩波少年文庫 184，185〉2013年 ISBN 978-4-00-114184-9 ISBN 978-4-00-114185-6
9. 1940年 The Big Six 舞台：ノーフォーク湖沼地方
  1. 『六人の探偵たち』岩田欣三（訳）、アーサー・ランサム（挿絵）、岩波書店〈アーサー・ランサム全集 9〉1968年　ISBN 4-00-115039-5
  2. 『六人の探偵たち』上・下　神宮輝夫（訳）、アーサー・ランサム（作・挿絵）　岩波書店〈岩波少年文庫 186，187〉2014年 ISBN 978-4-00-114186-3 ISBN 978-4-00-114187-0
10. 1941年 Missee Lee 舞台：南シナ海
  1. 『女海賊の島』神宮輝夫（訳）、アーサー・ランサム（挿絵）、岩波書店〈アーサー・ランサム全集 10〉1968年　ISBN 4-00-115040-9
  2. 『女海賊の島』上・下　神宮輝夫（訳）、アーサー・ランサム（作・挿絵）　岩波書店〈岩波少年文庫 188，189〉2014年 ISBN 978-4-00-114188-7 ISBN 978-4-00-114189-4
11. 1943年 The Picts and the Martyrs 舞台：カンブリア湖水地方
  1. 『スカラブ号の夏休み』神宮輝夫（訳）、アーサー・ランサム（挿絵）、岩波書店〈アーサー・ランサム全集 11〉1968年　ISBN 4-00-115041-7
  2. 『スカラブ号の夏休み』上・下　神宮輝夫（訳）、アーサー・ランサム（作・挿絵）　岩波書店〈岩波少年文庫 190，191〉2015年 ISBN 978-4-00-114190-0 ISBN 978-4-00-114191-7
12. 1947年 Great Northern? 舞台：スコットランド・ヘブリディーズ諸島
  1. 『シロクマ号となぞの鳥』神宮輝夫（訳）、アーサー・ランサム（挿絵）、岩波書店、1963年 doi:10.11501/1628282
  2. 『シロクマ号となぞの鳥』神宮輝夫（訳）、アーサー・ランサム（挿絵）、岩波書店〈アーサー・ランサム全集 12〉1968年　ISBN 4-00-115042-5
  3. 『シロクマ号となぞの鳥』上・下　神宮輝夫（訳）、アーサー・ランサム（作・挿絵）　岩波書店〈岩波少年文庫 192，193〉2016年 ISBN 978-4-00-114192-4 ISBN 978-4-00-114193-1
13. 1990年 Coots in the North and Other Stories　Hugh Brogan（編）, Jonathan Cape 1998 ISBN 0-224-02605-4。未完の遺稿。

## その他の著作
エッセー集、文学研究書（エドガー・アラン・ポー、ロバート・ルイス・スティーヴンソンなど）、ロシア民話集、小説などの多くの著作がある。
- Taylor, Fred Bohemia in London Chapman & Hall 1907 NCID BA44410149
  - 　『ロンドンのボヘミアン』神宮 輝夫（訳）、白水社、2000年。ISBN 9784560046814
- Portraits and speculations Macmillan 1913 NCID BA15432895
- The truth about Russia The Workers' Socialist Federation 1918 NCID BA27692623
- Old Peter's Russian Tales 1916
  - 『ピーターおじいさんの昔話』神宮輝夫訳、パピルス、1994年 ISBN 4938165120
- Williams, Albert Rhys ; Robins, Raymond（共著）Lenin : the man and his work Scott and Seltzer 1919.
- The crisis in Russia George Allen and Unwin 1921 NCID BA15432829
- The Chinese puzzle G. Allen & Unwin 1927 NCID BA10548167
  - 『支那の謎』榎 米吉（訳）時事新報通信部 1928 NCID BN12623651
- Rod and line Oxford University Press (Oxford paperbacks) 1980 ISBN 0192812785
- Harrington, John Walker（共著）『ヨネ・ノグチの英文著作：詩集・小説・評論』亀井 俊介 （訳）、エディション・シナプス、2007年。別冊に日本語解説あり。Collected English works of Yone Noguchi. = Poems, novels and literary essays
- The Autobiography of Arthur Ransome, Ed. Rupert Hart-Davis, 1976
  - 『アーサー・ランサム自伝』神宮 輝夫（訳）、白水社、1999年 ISBN  4560046786